# اریک اندرسون واکر
اریک اندرسون واکر (به انگلیسی: Eric Anderson Walker) (متولد ۶ سپتامبر ۱۸۸۶ – ۲۳ فوریه ۱۹۷۶) استاد تاریخ دانشگاه کاپ‌تاون کرسی پادشاه جرج پنجم و استاد تاریخ امپراتوری و نیروی دریایی کرسی Vere Harmsworth در دانشگاه کمبریج بوده‌است. او یکی از برجسته‌ترین مورخین تاریخ آفریقای جنوبی و بعدها یکی از مهمترین مورخین تاریخ امپراتوری بریتانیا بود؛ گرچه در اواخر عمرش، آثارش از رده خارج و اروپامحور تلقی گشت.
واکر در استریت‌هام لندن، به دنیا آمد. پدرش اسکاتلندی‌الاصل بود. او در مدرس میل‌هیل تحصیل کرد و با بورسیه تحصیلی در مرتون کالج دانشگاه آکسفورد تحصیل کرد که به سال ۱۹۰۸ فارغ‌التحصیل شد.
واکر با لوسی استاپلتون (۱۸۸۳–۱۹۹۷) در سال ۱۹۱۳ ازدواج کرد و از او دو دختر داشت.

## آثار
- Historical atlas of South Africa. Oxford University Press, Cape Town, 1922.
- Lord de Villiers and his times: South Africa 1842—1914. Constable, London, ۱۹۲۵.
- A history of South Africa. Longmans, Green and Co. , London, 1928. (From 1957 titled A history of Southern Africa.)
- The SA College and the University of Cape Town: 1829–1929. Cape Times for the Council of the University of Cape Town, 1929.
- The frontier tradition in South African history. Oxford University Press, London, 1930.
- The great trek. A. & C. Black, London, 1934. (Many later editions.)
- Cambridge history of the British Empire. Volume 8. 1st edition. Cambridge University Press, Cambridge, 1936.
- The British Empire: Its structure and spirit. چاتم‌هاوس & Oxford University Press, London, 1943.
- Colonies. Cambridge University Press, Cambridge, 1944.
- تاریخ امپراتوری بریتانیا کمبریج. 2nd edition. انتشارات دانشگاه کمبریج،  Cambridge, 1963. (Editor)